# Мальтит
Мальтит, или мальтитол (Е965) — многоатомный спирт из класса альдитов, получаемый из крахмала и используемый в качестве сахарозаменителя и подсластителя. На 10—25 % менее сладок, чем сахароза, и обладает почти такими же свойствами, однако менее калориен (его энергетическая ценность по разным оценкам составляет от 2 до 3 ккал/г против 3,9 ккал/г у сахарозы) и не приводит к разрушению зубов. Обладает средним гликемическим индексом 35 для порошковой формы и 52 для сиропа, то есть меньше влияет на концентрацию глюкозы в крови, чем сахар.

## Получение
Мальтит получают путём гидрирования мальтозы, выделяемой из крахмала.

## Применение
Благодаря высокой сладости мальтита его обычно используют без добавления других подсластителей в производстве сладостей без сахара — конфет, жвачки, шоколада, выпечки и мороженого. В фармацевтической индустрии используется в качестве низкокалорийного сладкого вспомогательного вещества, в частности, при производстве сиропов (мальтитный сироп (англ. Maltitol syrup) — гидрогенизированный гидролизат крахмала); преимуществом мальтита перед сахарозой является его меньшая склонность к кристаллизации.

## Химические свойства
Как и сорбитол, и ксилитол, мальтитол не вступает в реакцию Майяра. Подвергается карамелизации. Кристаллическая форма мальтита легко растворяется в тёплой воде.

## Биологические свойства
Не метаболизируется бактериями полости рта, вследствие чего не вызывает кариес. Как и другие сахарные спирты (за возможным исключением эритрита), мальтит оказывает слабительное действие, обычно вызывая диарею при ежедневном потреблении более 90 гр. Дозы около 40 г могут вызвать легкое урчание в животе (звуки в желудке и кишечнике) и метеоризм.